# Ringwall Römerschanze (Stopfen)

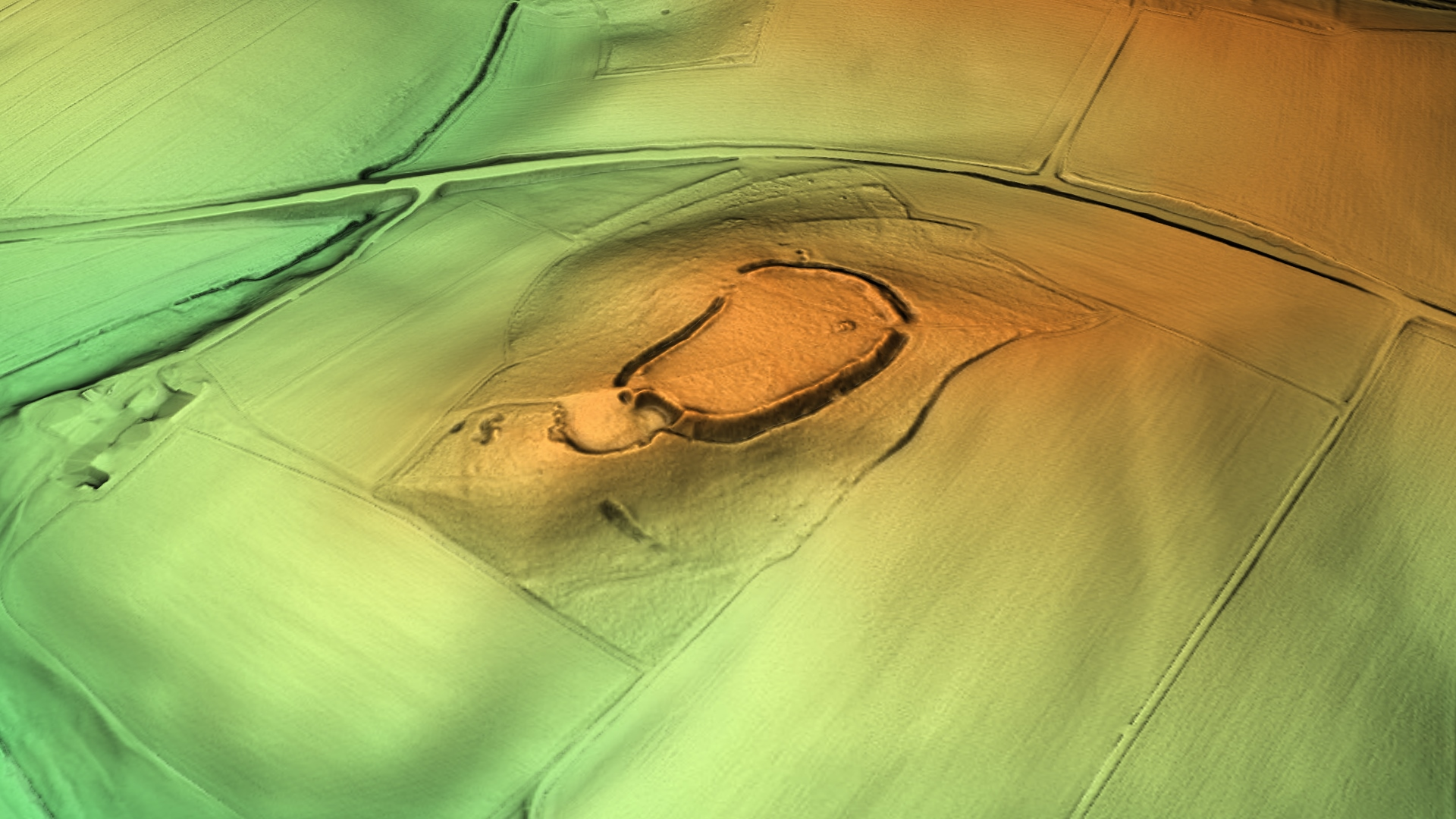
3D-Ansicht des digitalen Geländemodells

Der Ringwall Römerschanze, auch Stopfener Schanze oder Stopfnerschanze genannt, ist eine abgegangene Ringwallanlage bei Stopfen, einer Einöde in der niederbayerischen Gemeinde Falkenberg im Landkreis Rottal-Inn. Die Anlage wird als Bodendenkmal unter der Aktennummer D-2-7542-0013 als „Ringwall des frühen Mittelalters (‚Römerschanze‘)“ geführt. Von der Ringwallanlage sind noch Wall- und Grabenanlagen erhalten.

## Beschreibung
Der sog. „Ringwall Römerschanze“ liegt ca. 2300 m östlich von der Pfarrkirche St. Laurentius von Falkenberg auf einem bewaldeten Geländerücken. Die Stopfnerschanze besitzt eine oval-nierenförmige Form. Durch sie führt in Ost-West-Richtung ein offenbar alter Weg. Die Länge der Anlage beträgt in Südwest- nach Nordost-Richtung 142 m, die Breite  von Südost nach Nordwest etwa 75 bis 85 m. Der umgebende Wall erhebt sich 1 bis 1,5 m über dem Innenraum und fällt 3 bis 5 m zur äußeren Grabensohle ab; ausgenommen ist eine Teilstrecke von 30 m bei dem östlichen Wegdurchlass, hier ist ein schmaler Bermenstreifen zwischengeschaltet. Die äußere Grabenhöhe steigt um 1 bis 1,5 m an. An der Südwestseite ist durch einen neueren Kiesgrubenbetrieb ein Teil von Wall und Graben abgetragen. Eine weitere Lücke im Wall-Graben-System ist im Nordwesten festzustellen, hier ist durch einen Holzabfuhrweg eine Einebnung auf 20 m erfolgt. Vor dem südwestlichen Durchlass liegen in 70 m Entfernung zwei kurze Wallriegel von 1 m Höhe und ein vorgelegter flacher Graben, diese bilden einen engen Durchlass, offenbar war dies eine Wegsperre. Durch den Kiesabbau wurde sichtbar, dass der Wall ohne jegliche Einbauten errichtet worden ist.